# Brigitte Mürner-Gilli
Pour les articles homonymes, voir Gilli.
Brigitte Mürner-Gilli, née le 1er juin 1944 à Lucerne (originaire de Meggen), est une personnalité politique suisse du canton de Lucerne, membre du Parti démocrate-chrétien.
Elle est la première femme membre du Conseil d'État du canton de Lucerne, de 1987 à 1999, et la première femme à le présider, en 1991-1992.

## Biographie

### Origines et famille
Brigitte Mürner-Gilli naît Brigitte Gilli le 1er juin 1944 à Lucerne. Elle est originaire de Meggen, dans le même canton.
Son père, Josef Gilli, est peintre en bâtiment ; sa mère, née Helene Hoesly, est employée de commerce.
Elle épouse en 1968 Rolf Mürner, avec qui elle a trois enfants.

### Études et parcours professionnel
Après l'école primaire (1951-1957) et l'école secondaire (1957-1960) à Reussbühl, ancienne localité de la ville de Lucerne, Brigitte Gilli étudie de 1960 à 1965 à l'école normale privée du couvent de Baldegg pour devenir institutrice.
Elle est institutrice à Reiden et Reussbühl jusqu'à la naissance de son premier enfant en 1969. Elle effectue ensuite des remplacements réguliers dans plusieurs écoles.
Elle suit une formation à temps partiel de 1971 à 1974 à l'académie de musique pour instituteurs et organistes de Lucerne. En 1973, elle est nommée directrice de la nouvelle école de musique de Littau.

## Parcours politique
Membre de la commission des jeunes citoyens et responsable des camps de jeunes filles, Brigitte Mürner-Gilli refuse la proposition de se présenter aux élections du législatif communal de Littau en 1971. De 1975 à 1987, elle est députée du Parti démocrate-chrétien au Conseil cantonal de Lucerne. Elle est la première femme à présider l'hémicycle, en 1986.
Elle est la première femme élue au Conseil d'État du canton de Lucerne le 3 mai 1987, où elle siège du 1er juillet 1987 au 30 juin 1999,, et la première femme à le présider, avec le titre de Schultheiss (avoyer), en 1991-1992. Chef du département de l'instruction publique, elle y défend l'idée d'une éducation globale (de) et tient compte des demandes faites par les femmes pour la formation au niveau primaire. Elle est l'instigatrice d'une filière de maturité pour adultes, dont profitent principalement des femmes. Pendant ses trois mandats, plusieurs institutions cantonales et privées fusionnent pour former en 1997 la Haute École de Lucerne. La création de l'Université de Lucerne, acceptée en votation populaire en 2000, est également mise sur pied sous sa direction.

### Autres activités
Brigitte Mürner-Gilli occupe de nombreuses fonctions à titre bénévole, notamment celle de présidente de la Haute école de musique de Lucerne de 1999 à 2006 et de présidente de l'Association suisse des musiques de jeunes de 1999 à 2004.
Elle est également membre du réseau lucernois de soutien aux femmes en politique.